# دانیل ایورسن
دانیل ایورسن (انگلیسی: Daniel Iversen؛ زادهٔ ۱۹ ژوئیهٔ ۱۹۹۷) بازیکن فوتبال اهل دانمارک است.
از باشگاه‌هایی که در آن بازی کرده‌است می‌توان به باشگاه فوتبال اود-هورلی لوون و باشگاه فوتبال لستر سیتی اشاره کرد.
وی همچنین در تیم‌های ملی فوتبال نوجوانان، جوانان و زیر ۲۱ سال دانمارک بازی کرده‌است.

## دوران ملی
ایورسن برای مسابقات جام ملت‌های اروپا فوتبال زیر ۲۱ سال ۲۰۱۹ به تیم ملی فوتبال زیر ۲۱ سال دانمارک دعوت شد و در هر ۳ بازی دانمارک بازی کرد و در پیروزی ۳–۱ مقابل تیم ملی فوتبال زیر ۲۱ سال اتریش یک پنالتی را مهار کرد. در سپتامبر ۲۰۱۹، ایورسن اولین دعوت خود را به تیم بزرگسالان دانمارک برای دیدارهای مقدماتی یورو ۲۰۲۰ برای بازی مقابل تیم ملی فوتبال جبل‌الطارق و تیم ملی فوتبال گرجستان دریافت کرد.